# Dorfkirche Dambeck (Bobitz)

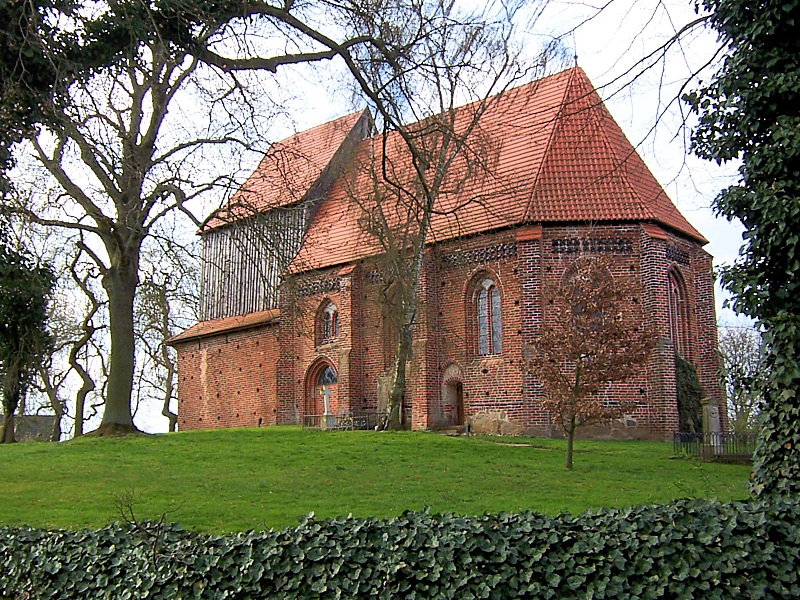
Dorfkirche Dambeck von Südosten (2008)

Die Dorfkirche St. Katharinen zu Dambeck ist eine Kirche der Evangelisch-Lutherischen Kirchgemeinde Dambeck-Beidendorf. Die Gemeinde gehört zur Propstei Wismar im Kirchenkreis Mecklenburg der Evangelisch-Lutherischen Kirche in Norddeutschland. Der Ort Dambeck gehört zur Gemeinde Bobitz im Landkreis Nordwestmecklenburg.

## Geschichte

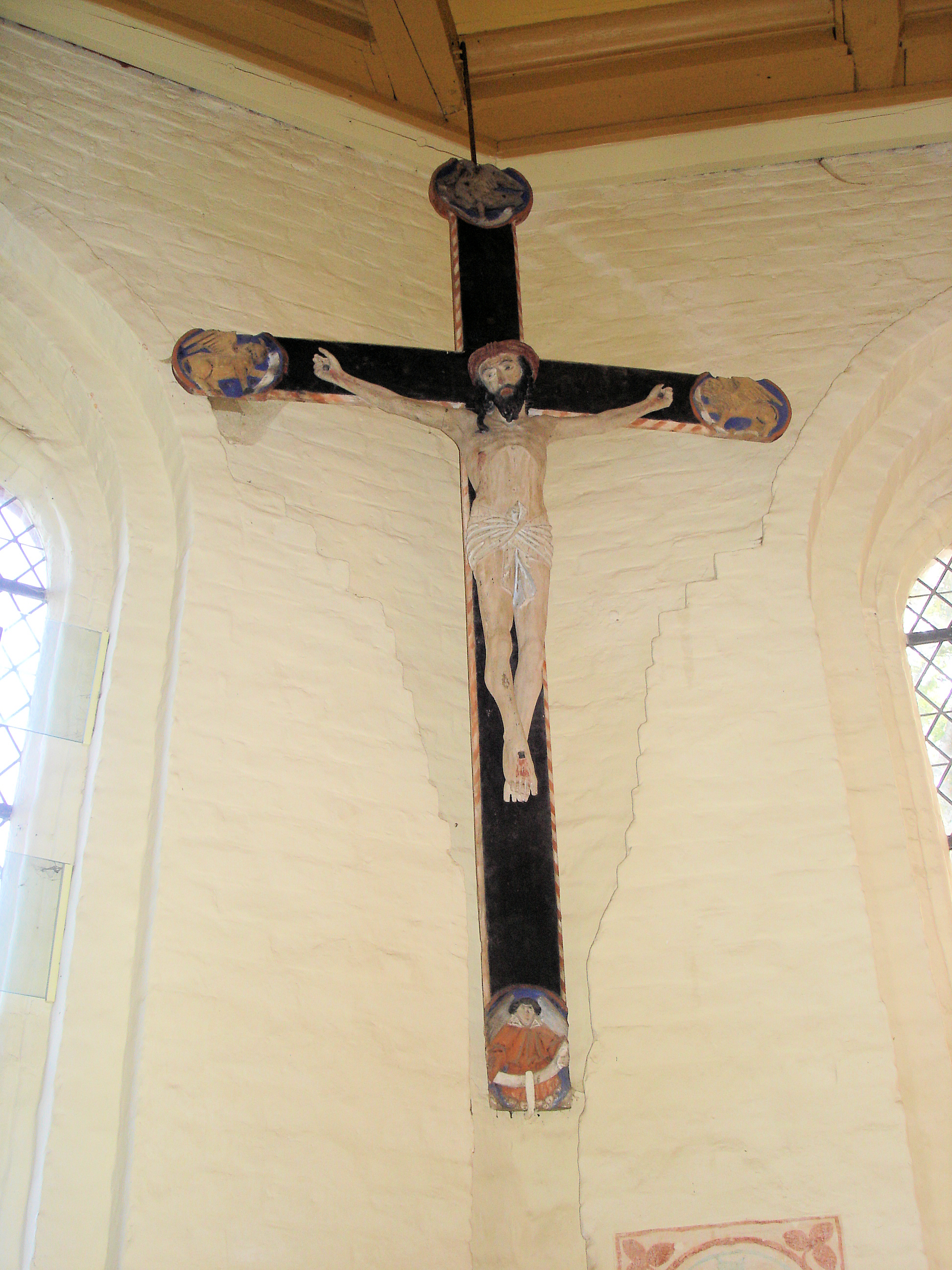
Triumphkreuz (2009)

1230 gab es in Dambeck noch keine Kirche, der Ort gehörte zur Parochie Beidendorf und damit zum Bistum Ratzeburg. Im 14. Jahrhundert wurde die Kirche in Dambeck erbaut. Von Anfang an waren vermutlich die Herren von Dambeck hier Besitzer, die aber erst am 25. Mai 1356 erstmals urkundlich genannt wurden. Die Familie erlosch zum Ende des 16. Jahrhunderts. 1488 stifteten Vicke und Burchard von Dambeck der Kirche Ländereien und Gerechtigkeiten zur Holz- und Fischereinutzung, hatten aber das Patronat nicht inne. Dieses übte der Landesfürst aus. Mit dem Tod des letzten Vertreters der Familie Joachim von Dambeck am 20. September 1587 fiel das Lehen an den Herzog zurück, der es an Vicke von Bülow auf Rensow verlieh. Auch er erlangte nicht das Patronat über die Kirche, denn ein Erbe, Dietrich von Bülow, bat 1614 wiederum vergeblich um die Überlassung desselben. 1626 ging der Ort an Joachim von der Lühe, in dessen Familie das Gut bis 1710 verblieb. Danach gehörte es zum landesherrlichen Domanium. Der erste namentlich bekannte Pastor war Heinrich Pysell, der von Herzog Heinrich V. eingesetzt wurde.

## Baubeschreibung

### Äußeres
Über einem Feldsteinfundament wurde in der zweiten Hälfte des 14. Jahrhunderts der zierliche gotische Backsteinbau errichtet. Das Kirchenschiff wird von Strebepfeilern gestützt. Der Chor ist zum Langhaus nicht abgesetzt und hat einen Schluss aus dem Achteck. Der gedrungene Turm hat die gleiche Breite wie das Kirchenschiff. Das obere Geschoss ist eine aus mittelalterlicher Zeit stammende verbretterte Fachwerkkonstruktion und wird von einem westseitigen Walmdach bedeckt. Die Außenseite von Langhaus und Chor wird von einem aus dunkel gebrannten, glasierten Formsteinen gefertigten Fries unterhalb der Traufe verziert. Hier mögen als Vorbild vergleichbare Lösungen an Wismarer Kirchen gedient haben. In der Ostwand befinden sich drei, sonst nur zweiteilige Spitzbogenfenster. Auch die Portale sind spitzbogig und das westliche Turmportal hat gestufte Gewände.

### Inneres

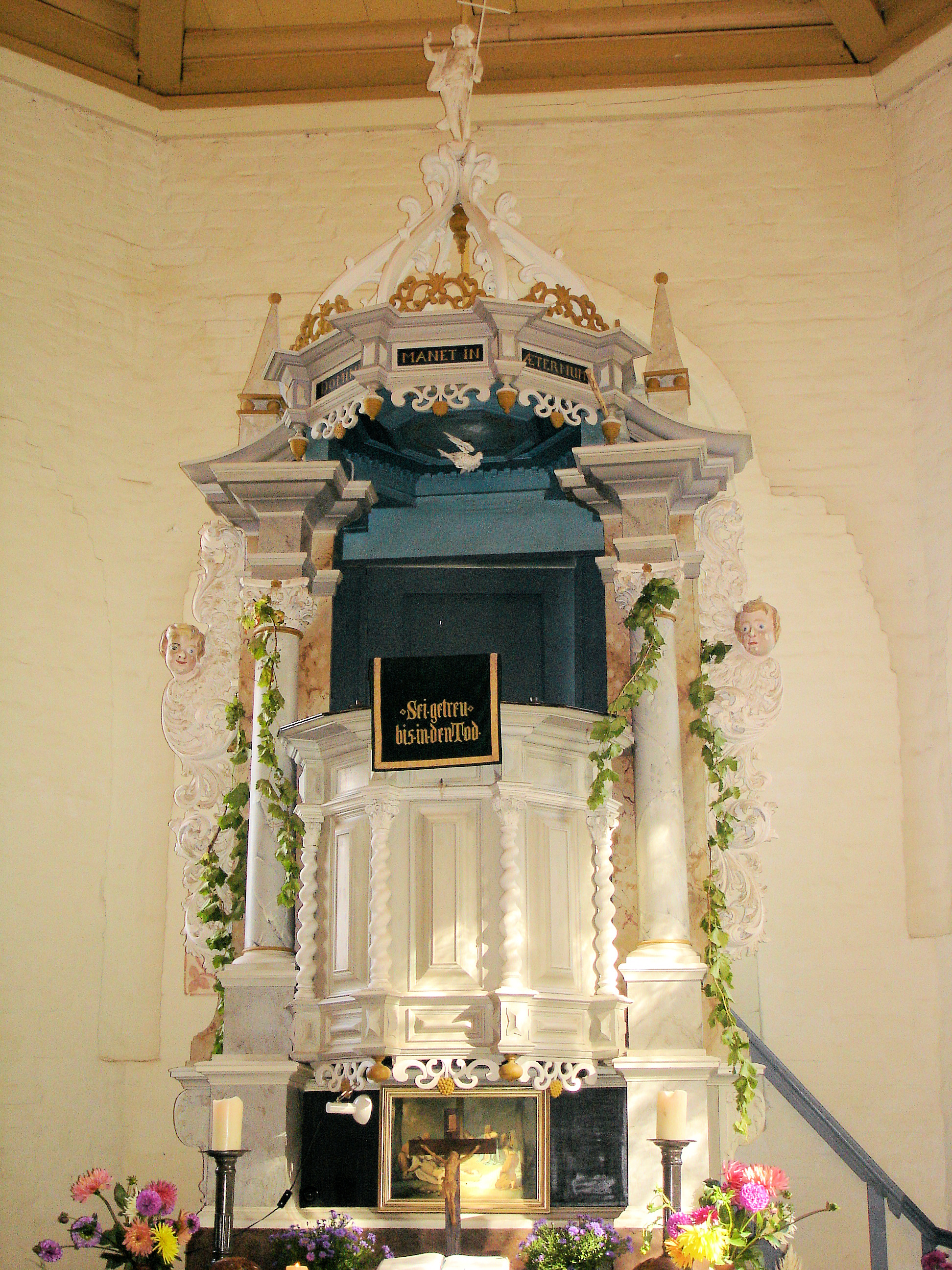
Kanzelaltar (2009)

#### Kanzelaltar
Der nachträglich in einen Kanzelaltar umgewandelte Altaraufsatz aus der ersten Hälfte des 18. Jahrhunderts hatte einen Aufsatz mit einem Gemälde der Grablegung, der jetzt gesondert an der Nordwand aufgestellt ist. Im Chorraum sind ausdrucksstarke Figuren eines mittelalterlichen Schnitzaltars aus der ersten Hälfte des 15. Jahrhunderts aufgestellt. Das um 1500 entstandene ehemalige Triumphkreuz mit den Evangelistensymbolen an den Enden der Kreuzarme ist in einer Ecke der Kirche aufgehängt. Nachreformatorischen Ursprungs sind neben dem Kanzelaltar das ins Jahr 1596 datierte Kastengestühl.

#### Orgel

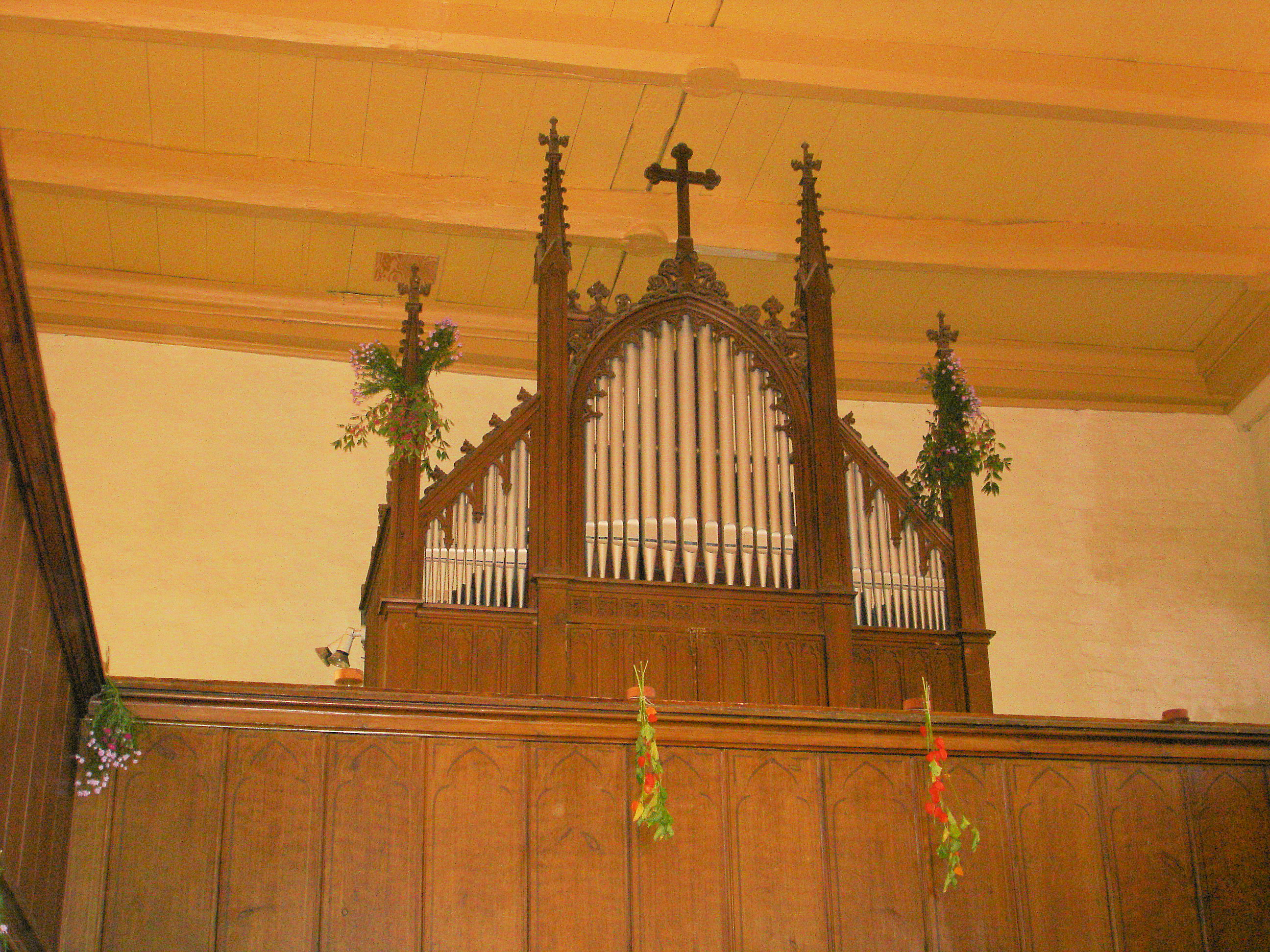
Orgel (2009)

Die Orgel (I/AP/5) war bisher Friedrich Friese II zugeschrieben worden. Doch während der 2009 durch den Plauer Orgelbauer Andreas Arnold von der Orgelbaufirma Mecklenburger Orgelbau durchgeführten Restaurierung und Rekonstruktion fand man im Windkanal folgende Notiz: Friedrich Ludwig Teodor Friese geb. 18/4 1827 hat diese Orgel gebaut im Jahr 1850. Die(s) ist meine erste Orgel welche ich erbaut habe allein Gott gebe seine(n) Segen. Sie ist am Himmelfahrtag eingeweiht. Sie ist damit orgelhistorisch von besonderem Interesse. Der Contract wurde mit Friedrich Friese II geschlossen, die Ausführung erfolgte durch Friedrich Friese III.
Die flächige Prospektfront mit den drei Pfeifenfeldern ergeben zusammen ein nach außen abfallendes Dreieck. Das Mittelfeld ist breiter und wird mit einem hohen Kreuz bekrönt. Die vier relativ hohen Fialtürme werten die Fläche auf. Das Instrument war 1965 durch den Plauer Orgelbauer Wolfgang Nußbücker restauriert und umdisponiert worden. Jahrelang eingeschränkt spielbar, wurde sie aufgrund von Holzwurmbefall 2009 durch den Orgelbauer Andreas Arnold rekonstruiert.

#### Ausstattung
Ein Grabstein mit Reliefbildern der verstorbenen Vicke von Bülow und seiner Frau Ursula, geb. von Below vom Ende des 16. Jahrhunderts ist bemerkenswert. Auf ihm sind außer dem Bülowschen, auch die Wappen der Familien Below, von der Lühe und von Golcen zu sehen.
In den südlichen Chorfenstern befinden sich Glasmalereien von 1661 mit Wappendarstellungen.

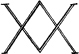
Gießermarke Jeghers

#### Glocken
Im Turm hingen zwei Bronzeglocken, eine 1435 mit einem Durchmesser von 1125 mm von Timmo Jegher in Lübeck gegossen und eine 1824 von Friedrich Wilhelm Hirt aus Lübeck aus einer älteren umgegossenen.

### Gedruckte Quellen
- Mecklenburgisches Urkundenbuch (MUB)